# Caso Juliana Marins
Em junho de 2025, a publicitária e mochileira brasileira Juliana de Souza Pereira Marins (Niterói ou Rio de Janeiro, 24 de agosto de 1998 – Lomboque, c. 24 de junho de 2025) realizava um mochilão pela Ásia quando desapareceu ao cair em um vulcão durante uma trilha no monte Rinjani, na ilha de Lomboque, Indonésia. Sua morte, confirmada quatro dias após o desaparecimento, teve grande repercussão na mídia brasileira.

## Desaparecimento e resgate
Juliana desapareceu em 20 de junho de 2025, durante uma trilha no Monte Rinjani, um vulcão ativo de 3,726 metros de altitude. Segundo sua família, ela teria sofrido por fadiga durante a escalada e pedido para descansar, quando então teria sido deixada sozinha por mais de uma hora, tendo então escorregado em uma trilha resvaladiça durante a noite, caindo cerca de 300 m abaixo do caminho principal.
No sábado pela manhã, 21 de junho, ela foi avistada por um drone operado por turistas e por equipes oficiais, a aproximadamente 500 metros abaixo da trilha, numa zona de difícil acesso. Nas primeiras imagens, Juliana ainda aparentava estar viva e consciente, já que fazia sinal ao drone sentada em uma das rochas. Logo depois, em novas filmagens, a jovem já não se encontrava mais presente no mesmo lugar e uma suposta gravação a mostrava já imóvel em outro ponto do monte, dando a entender que estava morta. Equipes de resgate enfrentaram clima adverso, neblina e terreno íngreme, o que dificultou o acesso imediato ao local. A localização dela só foi possível por conta de uma lanterna acesa, que provavelmente foi deixada pela montanhista para dar uma pista para seu resgate, assim como um bastão.

## Operações de resgate
- Equipes locais e internacionais, incluindo a Embaixada do Brasil em Jacarta, atuaram no resgate; helicópteros foram cogitados, mas não chegaram a ser usados por conta das condições climáticas desfavoráveis.[12] O resgate foi operado pelas equipes Basarnas, Unidade SAR Lotim Brimob, Polícia Florestal, EMHC, Lorax, trabalhadores locais e a Rinjani Squad.[13]
- A irmã de Juliana, Mariana Marins, negou informações sobre o recebimento de alimentos, água ou agasalhos entregues pela equipe de resgate, afirmando que tais narrativas eram falsas ou forjadas.[14]
- O Ministério das Relações Exteriores do Brasil confirmou o envio de dois funcionários ao local para acompanhar a operação e prestar suporte diplomático.[15]

Agam Rinjani, voluntário que liderou uma das equipes de resgate, relatou em entrevista a O Globo as condições extremas na montanha e como sua equipe velou pela jovem durante a noite, à beira de um penhasco de 500 metros.

## Morte
No dia 24 de junho de 2025, quatro dias após o acidente, autoridades indonésias confirmaram que Juliana não resistiu e morreu no local onde foi encontrada. O resgate foi realizado após equipes chegarem ao seu corpo, afetado pela estrutura extrema do terreno e pelas condições climáticas adversas. No dia 25 de junho, seu corpo foi retirado da encosta por via terrestre, pois as condições climáticas impediram o uso do helicóptero.

### Resultado da autópsia na Indonésia
As autoridades publicaram os resultados da autópsia no dia 27 de junho, por meio da qual foi revelado que a causa da morte foram fraturas em diversas partes do corpo, além de hemorragia após uma queda. O especialista forense Ida Bagus Alit estimou que o óbito teria ocorrido cerca de vinte minutos após o trauma. Não foram encontrados sinais de hipotermia. Mariana Marins, irmã de Juliana, relata que a família só soube pela mídia e que as informações superficiais contradizem os relatos e vídeos na montanha.

### Nova autópsia no Brasil
A família de Juliana Marins pediu uma nova autópsia no corpo da jovem, que morreu após uma queda durante uma trilha no vulcão Rinjani, na Indonésia. O pedido foi feito pela Defensoria Pública da União (DPU) à Justiça Federal, com apoio do Gabinete de Gestão Integrada Municipal (GGIM) da Prefeitura de Niterói, e foi aceito pela Advocacia-Geral da União (AGU). A nova autópsia foi realizada no dia 2 de julho de 2025, no Instituto Médico Legal (IML) Afrânio Peixoto, no Rio de Janeiro. O laudo preliminar deve ser entregue em até sete dias a partir da data do exame, ou seja, por volta de 9 de julho de 2025.
A família solicitou a nova autópsia devido a dúvidas sobre as circunstâncias da morte de Juliana, especialmente em relação à causa e ao momento exato do óbito. A primeira autópsia, realizada em Bali em 26 de junho de 2025, indicou que Juliana morreu devido a um trauma contundente com múltiplas fraturas e lesões internas, com falecimento estimado cerca de 20 minutos após a queda. No entanto, imagens de drones feitas por turistas sugerem que Juliana pode ter sobrevivido por mais tempo, possivelmente aguardando socorro, o que levantou questionamentos sobre uma possível omissão de socorro pelas autoridades indonésias. Além disso, a certidão de óbito emitida pela Embaixada do Brasil em Jacarta foi considerada inconclusiva, e a família criticou a divulgação do laudo inicial, que ocorreu em uma coletiva de imprensa antes de serem informados oficialmente. A nova perícia busca esclarecer essas inconsistências e determinar se houve negligência no resgate.

#### Resultado da autópsia brasileira
A Polícia Civil do Rio de Janeiro constatou que a publicitária Juliana Marins, de 26 anos, morreu em decorrência de diversos traumas causados por uma queda de grande altura. O relatório do Instituto Médico-Legal (IML), com base na análise do corpo, indicou que a causa direta do óbito foi uma hemorragia interna, provocada por lesões em múltiplos órgãos e politraumatismo, compatíveis com um impacto de alta energia. De acordo com os especialistas, Juliana sobreviveu por, no máximo, 10 a 15 minutos após a colisão, sugerindo que não houve sobrevida significativa após o incidente.
O exame do IML não conseguiu precisar o horário do falecimento de Juliana Marins, uma vez que o corpo chegou embalsamado, o que dificultou a avaliação. A perícia confirmou que as lesões, consistentes com um único impacto de grande intensidade, resultaram em danos severos a órgãos vitais, crânio, tórax, abdome, pelve, membros e coluna, não sendo possível determinar se houve quedas prévias.
Condições como estresse severo, isolamento e um ambiente desfavorável podem ter causado desorientação em Juliana, influenciando suas ações antes do ocorrido. Foram observadas lesões musculares e ressecamento ocular, mas sem evidências de desnutrição, exaustão extrema ou consumo de substâncias. Quando questionados sobre a relevância da ausência de atendimento imediato, os peritos esclareceram que a falta de informações impossibilita uma conclusão definitiva sobre a possibilidade de sobrevida.
Durante uma entrevista coletiva na tarde do dia 11 de julho, o perito da Polícia Civil do Rio de Janeiro afirmou que é possível estimar que Juliana sobreviveu até 32 horas depois da primeira queda em uma trilha na Indonésia.

## Repercussão
A morte de Juliana gerou grande comoção nas redes sociais no Brasil e forte cobertura da imprensa nacional e internacional. Amigos e familiares mobilizaram campanhas para pressionar o governo brasileiro por mais agilidade no resgate, o que levou o Itamaraty a confirmar o envio de dois representantes à Indonésia para acompanhar a operação e prestar apoio à família. O Itamaraty e diversos membros do governo emitiram seus pesares.
Durante a fase do translado, um grupo de deputados protocolou um pedido para que o referido órgão diplomático investigasse a demora no resgate. Já internamente, na Indonésia, segundo o jornal Indonesia Business Post, especialistas e grupos ligados ao direito passaram a defender, entre outras coisas, o investimento em equipamento avançado para a equipe de resgate, bem como acordos bilaterais sobre como lidar com vítimas estrangeiras no setor de turismo local. O caso obteve repercussão internacional com destaque em diversos veículos de imprensa.
Dois dias após a confirmação da morte, o Ministério das Florestas da Indonésia prestou condolências oficiais à família de Juliana. Nesse mesmo período, a BBC da Indonésia publicou um vídeo de drone por meio do qual o corpo de Juliana Marins era visto, sem censura. Devido às reações negativas nas redes sociais, o vídeo foi apagado e uma versão borrada foi publicada.
A questão do translado do corpo de Juliana Marins veio à tona quando o Itamaraty anunciou que, segundo o artigo 259 do decreto 9.199/2017, não cabe ao ministério arcar com o translado de cidadãos brasileiros mortos no exterior, o que comoveu a prefeitura de Niterói, que se ofereceu para arcar com os custos. Pouco depois, o presidente da república, Luiz Inácio Lula da Silva, anunciou que revogaria tal decreto especificamente para que o governo assumisse a responsabilidade das despesas de casos como este. O novo decreto, de número 12.535, com as alterações, foi publicado no Diário Oficial da União no dia 26 de junho de 2025. Apesar da iniciativa presidencial, a família aceitou o apoio da prefeitura de Niterói.
Logo depois, o senador Romário (PL-RJ) anunciou a protocolação do projeto "Lei Juliana Marins", que determinaria que o governo federal faça a repatriação de brasileiros mortos no exterior, arcando com os custos do enterro e cremação.

## Contexto
O Monte Rinjani é o segundo ponto mais alto da Indonésia e um destino popular entre aventureiros. A trilha até o cume pode durar de dois a quatro dias e exige preparo físico, equipamentos adequados e acompanhamento profissional. As autoridades locais alertam que a região apresenta riscos devido ao terreno instável e ao clima imprevisível.